# Smith College
Pour les articles homonymes, voir Smith.
Le Smith College est la plus grande université pour femmes des États-Unis. Située à Northampton, dans le Massachusetts, le Smith College est un établissement privé qui fait partie du regroupement d'universités féminines des Sept Sœurs, groupement fondé pour créer une alternative à la Ivy League masculine. Elle aussi fait partie du regroupement régional d’universités regionaux des Cinq Colleges. Selon le classement du magazine américain U.S. News & World Report, le Smith College se classe régulièrement parmi les meilleures universités en sciences humaines des États-Unis et reste la deuxième si l'on ne considère que les universités féminines.

## Histoire

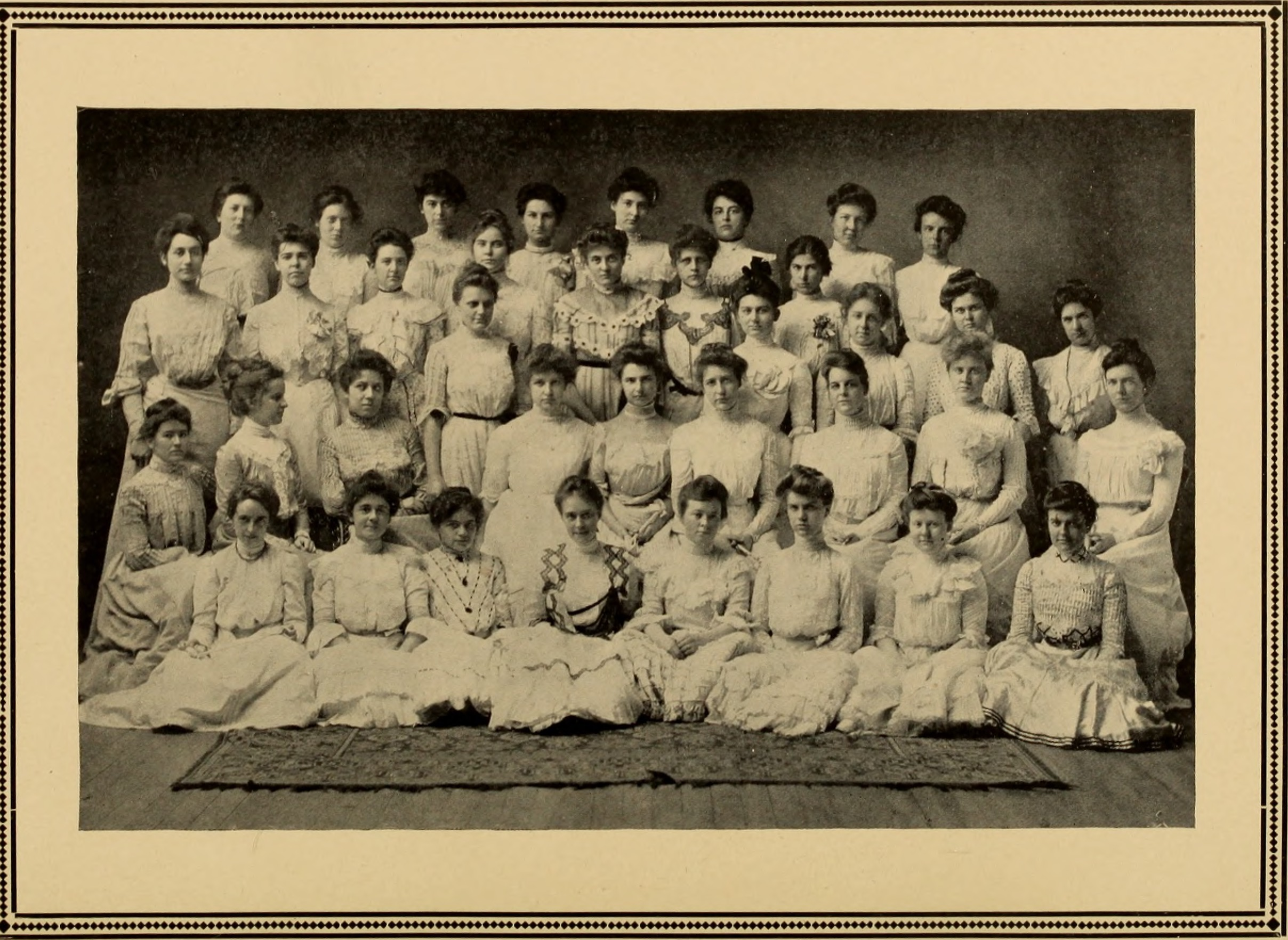
Classe en 1902.

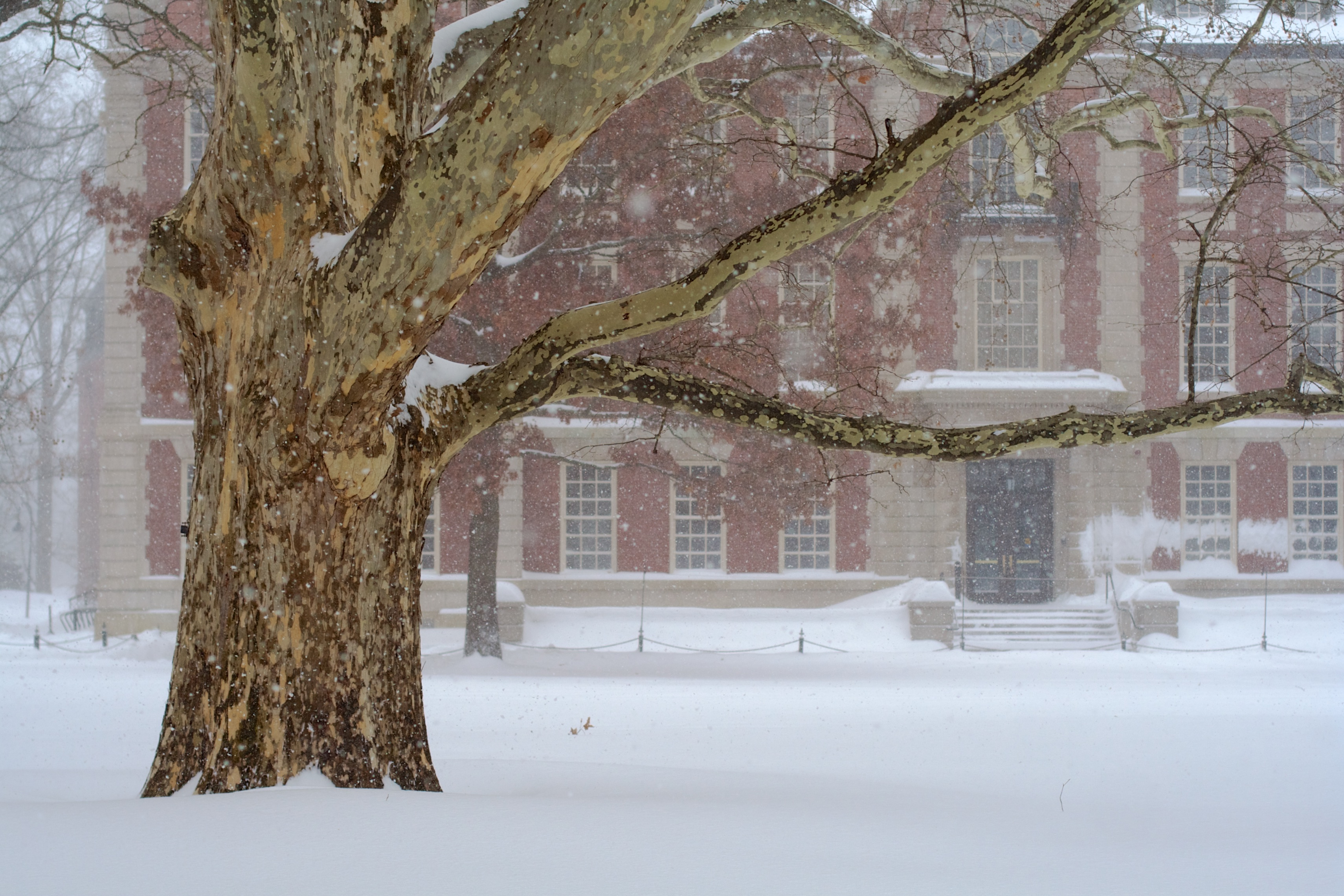
Campus sous la neige.

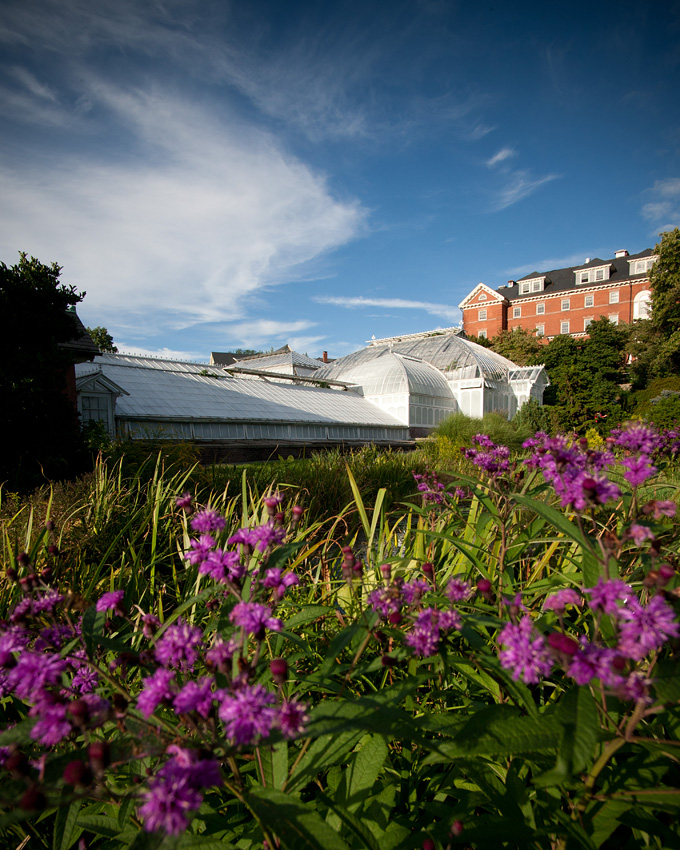
Jardin botanique.

### La fondatrice: Sophia Smith (1796-1870)
Le Smith College a été fondé par Sophia Smith. Celle-ci est née le 27 août 1796 à Hatfield près de Northampton. Elle est le quatrième enfant d'une fratrie de sept enfants et la première des filles. Son père, Joseph Smith, est un fermier prospère et sa mère s'appelle Lois White Smith.
Peu d'informations subsistent l'enfance de Sophia. Cependant, elle tint un journal pendant les neuf dernières années de sa vie. Ce journal contient des pensées, des remarques sur des évènements survenus dans sa vie quotidienne, durant ses voyages ou par rapport aux livres qu'elle lisait.
L'éducation qu'elle reçoit pendant son enfance et son adolescence est assez superficielle, comme ce fut le cas de nombre de jeunes filles de son époque. Cependant, elle développe un goût pour la lecture qu'elle entretiendra tout au long de sa vie. Elle lit avidement, aussi bien de la poésie que de la prose, des journaux, des revues sociales, politiques et des commentaires littéraires.
Lorsque sa sœur Harriet et son frère Austin meurent en 1859 et 1861, Sophia se retrouve seule détentrice de l'immense fortune familiale. Sans héritiers, elle décide de léguer sa fortune en prenant pour conseiller le révérend John Morton Greene. Plusieurs projets sont évoqués, dont des legs au Amherst College ou au Mount Holyoke Female Seminary (qui s'employait déjà à l'éducation des jeunes femmes). Smith prévoit également de fonder une école à destination des jeunes atteints de surdité, étant elle-même touchée par ce handicap. Ce projet est abandonné avec la création de la Clarke School à Northampton.
Sophia Smith, après plusieurs révisions jusqu'au mois de mars 1870, prévoit dans son testament un legs en faveur de « l'établissement et le maintien d'une Institution dédiée à l'éducation supérieure (universitaire) des jeunes femmes, dans le but de fournir aux représentantes de mon propre sexe les moyens et les facilités d'accéder à une éducation égale à celle dispensée dans nos Colleges (Universités) en faveur des jeunes hommes ».
Continuant, Smith indique : « J'exprime l'opinion selon laquelle l'éducation des femmes leur permettra de redresser ce qui est communément appelé leurs « défauts » (entendu leur « ignorance »), d'ajuster leurs salaires, d'obtenir un poids dans les réformes sociétales comme enseignantes, écrivaines, mères et membres de la société, leur pouvoir pour le bien-être sociétal en sera élargie de manière incalculable...
« C'est mon souhait que cette institution soit ainsi conduite dans l'avenir pour faire le plus de bien au plus grand nombre. Je la voudrais comme une bénédiction pérenne pour ce pays et pour le monde. »  

### Fondation
Fondé en 1871, à la suite du legs de Sophia Smith, le Smith College est ouvert en 1875. Sa création repose sur le souhait de fournir une éducation universitaire aux jeunes femmes égale à celle reçue par les jeunes hommes dans les universités américaines.

## Personnalités liées à l'université

### Professeurs

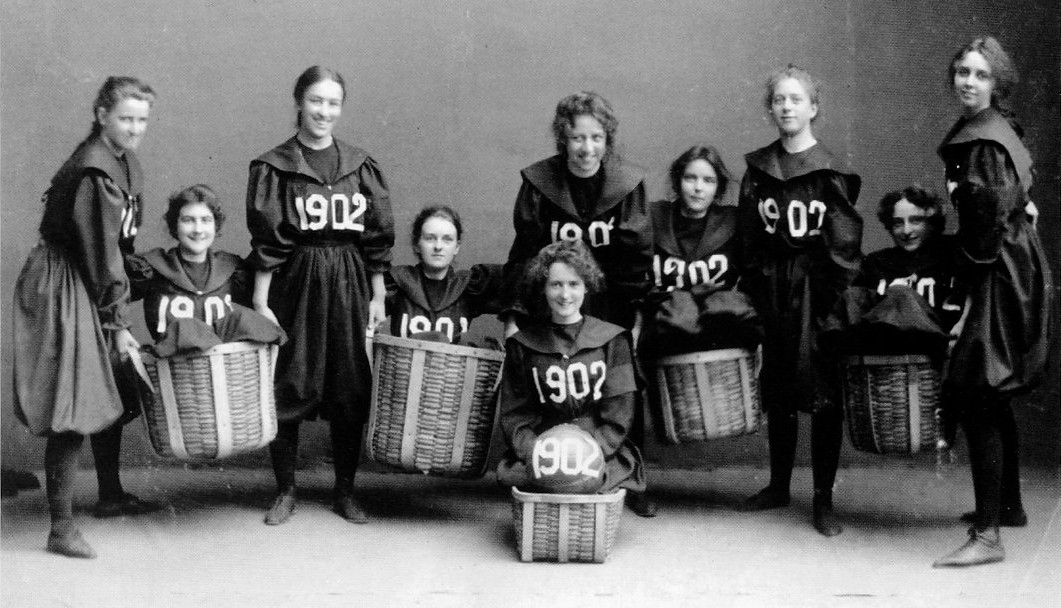
Équipe de basket-ball du Smith College, classe de 1902.

- Senda Berenson Abbott (1868-1954), éducation physique
- Suzan Rose Benedict (1873-1942), mathématiques
- Frederica de Laguna (1906-2004)
- Inez Scott Ryberg (1901-1980), latin
- Lynne Yamamoto[3].

### Étudiantes
- Vida Dutton Scudder (1880)
- Harriet Boyd-Hawes (1892)
- Florence R. Sabin (1893)
- Dorothy Reed Mendenhall (1895)
- Otelia Cromwell (1900)
- Margaret Mitchell (1922)
- Anne Morrow Lindbergh (1928)
- Ernestine Gilbreth Carey (1929)
- Florence Howe (1929)
- Christina Lochman-Balk (1930)
- Julia McWilliams Child (1934)
- Sarah P. Harkness (1937)
- Madeleine L'Engle (1941)
- Betty Goldstein Friedan (1942)
- Nancy Davis Reagan (1943)
- Barbara Pierce Bush (1947)
- Dorothy Shineberg (1950)
- Meg Greenfield (1952)
- Sylvia Plath (1955)
- Claire Pentecost (1955)
- Gloria Steinem (1956)
- Mary Patterson McPherson (1957)
- Halina Poświatowska (1961)
- Cynthia Irving Voigt (1963)
- Jane Yolen (1963)
- Sally Katzen (1964)
- Jane Lakes Harman (1966)
- Molly Ivins (1966)
- Catharine A. MacKinnon (1968)
- Rochelle Lazarus (1968)
- Laura D'Andrea Tyson (1969)
- Julie Nixon Eisenhower (1970)
- Loúka Katséli (1972)
- Ann Matthews Martin (1977)
- Margaret Edson (1983)
- Tammy Baldwin (1984)
- Susan Lindauer (1985)
- Luma Mufleh
- Ilene Barnes
- Patricia Wettig (MFA 2001)

Les journaux de Sylvia Plath contiennent plusieurs sections sur ses années au collège.

### Archiviste
- Anke Voss-Hubbard

## Dans la fiction
- Dans la série télévisée américaine Veep, saison 6, le personnage de Selina Meyer veut y faire construire sa bibliothèque présidentielle.
- Le roman Les débutantes de J.Courtney Sullivan (2009) s'y déroule pour l'essentiel.
- Dans la série télévisée américaine Orange Is the New Black, le personnage principal, Piper Chapman, est diplômé de Smith.

## Hommage
Le Glacier Smith, en Alaska, a été nommé ainsi en référence au Smith College.